# Silno (gmina)
Silno – dawna gmina wiejska istniejąca do 1939 roku w woj. wołyńskim (obecnie na Ukrainie). Siedzibą gminy było Silno.
W okresie międzywojennym gmina Silno należała do powiatu łuckiego w woj. wołyńskim. Według stanu z dnia 4 stycznia 1936 roku gmina składała się z 28 gromad. Po wojnie obszar gminy Silno wszedł w struktury administracyjne Związku Radzieckiego.
Zobacz też: gmina Silnowo